# Hôtel Gaillard de La Bouëxière
L’hôtel Gaillard de La Bouëxière ou hôtel de La Porte est un ancien hôtel particulier, situé au no 28, place Vendôme dans le 1er arrondissement de Paris.
Il est construit à partir de 1711, pour le financier John Law de Lauriston, par l’architecte Jacques V Gabriel.

## Situation
L’hôtel est situé au nord de la place, et donne sur la rue de la Paix et la rue Danielle-Casanova. Il est mitoyen de l’hôtel de Nocé au no 26.

## Historique
John Law de Lauriston, financier et spéculateur, acquiert plusieurs parcelles de la place dont celle-ci en 1706. Il y fait construire l’hôtel ,à partir de 1711 par l’architecte Jacques V Gabriel, dont il cède immédiatement l’usufruit au fermier général et secrétaire du roi Louis XIV, Paul-Étienne Brunet de Rancy, se gardant la nue-propriété.
En 1724, Gilles Brunet de Rancy, fils du précédent, devenu entre-temps, pleinement propriétaire, vend l’hôtel au fermier général, Jean Gaillard de La Bouëxière, seigneur de Gagny.
En 1759, à la mort de ce dernier, l’hôtel échoit à son gendre, le marquis Jean Hyacinthe Hocquart de Montfermeil, puis à son fils, Jean Emmanuel Hocquart de Maisonrouge, qui le cède en 1766, en faveur du ministre de la Marine, Arnaud de La Porte, qui le conserve à son tour, jusqu’à son décès en 1792, année durant laquelle, il est acquis par maître Marc Colin, notaire, qui le cède, avec ses charges, à son successeur, maître Alexandre Rousseau, qui y officie jusqu’en 1816.
L’hôtel est acquis l’année suivante, par Jacques Amable Beaurain, qui loue notamment une boutique au rez-de-chaussée, au pharmacien et apothicaire anglais, Peter Pariss, par un bail triennal de neuf ans conclu le 30 avril 1841, par maître Guyon à Paris, au loyer annuel de 2200 francs.
Il transmet l’hôtel, en 1837, à sa fille Clarisse Joséphine Angélique Beaurain, à l’occasion de son mariage avec Jean-Étienne-Régnault Nitot, fils de François-Régnault Nitot, lui-même, fils de Marie-Étienne Nitot, fondateur de la joaillerie Chaumet. La famille Nitot en reste propriétaire jusqu’au début du XXe siècle. La famille est également propriétaire de l’hôtel de Gramont au no 15, dont elle se sépare en 1897, en faveur de César Ritz, qui le transforme, conjointement à l’hôtel Crozat, voisin, en l’actuel hôtel Ritz.
L’hôtel est aujourd’hui la propriété de la famille Colban, repreneurs de la maison Charvet en 1965, dont la boutique y est installée depuis 1981.

## Protection
L’hôtel est classé partiellement aux monuments historiques  pour ses façades et toitures par arrêté du 16 février 1928.